# Piotr Janicki
Piotr Janicki (* 1974 in Białystok) ist ein polnischer Dichter, der 2015 mit seinem zweiten Gedichtband Wyrazy uznania den Literaturpreis Gdynia in der Kategorie Dichtung gewonnen hat.

## Leben
Janicki debütierte 2006 mit dem Band Nadal aksamit, dessen Publikationskosten von 5500 Złoty mithilfe von Crowdfunding gesammelt wurden. Sein zweiter und dritter Gedichtband wurden von der Breslauer Karpowicz-Stiftung herausgegeben.
Er war Redakteur des Onlinemagazins Cyc Gada, das von 2005 bis 2009 aktiv war.
Er lebt in Supraśl.

## Werk
Janickis Werken wird eine Nähe zu der Dichtung von Mariusz Grzebalski, Miłosz Biedrzycki, Grzegorz Wróblewski und Darek Foks zugesprochen.

## Bibliografie
- Nadal aksamit, 2006
- Wyrazy uznania, 2014 (Gewinner des Literaturpreises Gdynia 2015)
- 13 sztuk, 2016
- ohne Titel, die sogenannte »Hundebuch«, 2018
- Spis treści, 2020 (mit Adam Kaczanowski)
- Ćwiczenia muzyczne albo Księga muz napisane przeze mnie na gruzach cesarstwa Stanów Zjednoczonych Ameryki Płn., 2021